# Логіка Лукашевича
Логіка Лукашевича — багатозначна логіка, як спочатку була визначена Яном Лукашевичем як тризначна логіка, а потім узагальнена до скінченної n-значної логіки, та до нескінченної дійснозначної логіки як для числення висловлень та логіки першого порядку.
Операціями логіки Лукашевича є:
імплікація {\displaystyle \rightarrow }
заперечення {\displaystyle \neg }
еквівалентність {\displaystyle \leftrightarrow }
слаба кон'юнкція {\displaystyle \wedge }
сильна кон'юнкція {\displaystyle \otimes }
слаба диз'юнкція {\displaystyle \vee }
сильна диз'юнкція {\displaystyle \oplus }
та константи {\displaystyle {\overline {0}}} та {\displaystyle {\overline {1}}}.
Наявність слабої та сильної кон'юнкції та диз'юнкції є загальною рисою всіх підструктурних логік без правила скорочення, до яких належить логіка Лукашевича.

## Аксіоми
Початкова система аксіом для нескінченно-значної логіки висловлень Лукашевича використовувала імплікацію та заперечення як основні логічні операції:
{\displaystyle ~A\rightarrow (B\rightarrow A)}
{\displaystyle ~(A\rightarrow B)\rightarrow ((B\rightarrow C)\rightarrow (A\rightarrow C))}
{\displaystyle ~((A\rightarrow B)\rightarrow B)\rightarrow ((B\rightarrow A)\rightarrow A)}
{\displaystyle ~(\neg B\rightarrow \neg A)\rightarrow (A\rightarrow B).}

## Дійснозначний випадок
У дійснозначній логіці Лукашевича логічними значеннями є дійсні числа від 0 до 1. Операції визначаються як функції:
- Імплікація: {\displaystyle F_{\rightarrow }(x,y)=\min\{1,1-x+y\}}
- Еквівалентність: {\displaystyle F_{\leftrightarrow }(x,y)=1-|x-y|}
- Заперечення: {\displaystyle F_{\neg }(x)=1-x}
- Слабка кон'юнкція: {\displaystyle F_{\wedge }(x,y)=\min\{x,y\}}
- Слабка диз'юнкція: {\displaystyle F_{\vee }(x,y)=\max\{x,y\}}
- Сильна кон'юнкція: {\displaystyle F_{\otimes }(x,y)=\max\{0,x+y-1\}}
- Сильна диз'юнкція: {\displaystyle F_{\oplus }(x,y)=\min\{1,x+y\}.}